# Артур Небе
Артур Небе (на немски: Arthur Nebe) е германски оберлейтенант в охранителния и полицейски апарат на Нацистка Германия, участвал в опита за убийство на Хитлер от 20 юли 1944 г.

## Биография

### Кариера в полицията
Роден е в Берлин през 1894 г., син на учител. Небе доброволно се занимава с военна служба и служи с отличие по време на Първата световна война. През 1920 г. се присъединява към Берлинската детективска сила – Kriminalpolizei (Криминална полиция). Той достига ранг на полицейски инспектор през 1923 г. и ранг на полицейски комисар през 1924 г.
Небе е „консервативен националист“, който приветства смяната на курса на страната „вдясно през 30-те години на миналия век“. През юли 1931 г. той се присъединява към нацистката партия (НСДАП, с номер 574 307) и Шуцщафел (СС, с номер 280 152). Небе става връзката на нацистите в Берлинската криминална полиция с ранна Берлинска СС група, водена от Курт Далюге. В началото на 1932 г. Небе и други нацистки детективи образуват националсоциалистическото гражданско общество на Берлинската полиция. През 1935 г. Небе е назначен за ръководител на пруската криминална полиция. По-късно получава ранг СС-Групенфюрер, равностоен на ранг на полицейски генерал.

### Началник на Националната криминална полиция
През юли 1936 г. пруската криминална полиция става централно звено за наказателно разследване на Германия – Reichskriminalpolizeiamt. То е обединено заедно с тайната държавна полиция – Geheime Staatspolizei (Гестапо) – в Sicherheitspolizei (Сипо). Небе е назначен за ръководител на Reichskriminalpolizeiamt, който се отчита пред Райнхард Хайдрих. Добавянето на Крипо към контрола на Хайдрих спомага за укрепването на основите на полицейската държава.
На 27 септември 1939 г. Химлер нарежда създаването на Главна служба за сигурност на Райха (Reichssicherheitshauptamt). Новата организация обхваща разузнавателната служба, службите за сигурност и криминалната полиция. Тя е разделена на основни отдели, включително Крипо, което става отдел V. Отдел V е известен също като Райхската криминалистична служба (Reichskriminalpolizeiamt или RKPA). Посочената мисия на Крипо, която Небе харесва, е да „унищожи престъпността“. Под негово ръководство, с произволни правомощия за арест и задържане, Крипо действа все повече и повече като Гестапо.
През 1939 г. Небе е комисар в своята криминално-полицейска служба. Също през 1939 г. като ръководител на Крипо той участва в дискусиите около предстоящите кампании срещу синти и цигани. Небе иска да включи изпращането на цигани от Берлин до планираните лагери за евреите и другите на изток.

### Einsatzgruppe B
Точно преди нацисткото нашествие през 1941 г. в Съветския съюз в операция „Барбароса“, мобилният екип на Einsatzgruppen, работещ в Полша, е реформиран и отново подчинен на Райнхард Хайдрих. Задачата на звеното е да унищожи евреите и други „нежелани“ като комунисти, цигани, „азиатци“, хора с увреждания и психично болни в териториите, които Вермахтът е окупирал. Einsatzgruppen също застрелва заложници и военнопленници, предадени от армията за екзекуции.

### Масови убийства
Около 5 юли 1941 г. Небе консолидира Einsatzgruppe B близо до Минск, като създава седалище и остава там два месеца. В доклад за оперативната ситуация на 13 юли Небе заявява, че в Минск са убити 1050 евреи, а във Вилна ликвидацията на евреите е в ход и че 500 евреи са застрелвани ежедневно. В същия доклад Небе отбелязва, че: „само 96 евреи са екзекутирани в Гродно и Лида през първите дни, а аз дадох заповеди да се засилят тези дейности“. Той също така съобщава, че убийствата се въвеждат в гладък ред и че стрелбата се извършва „с нарастваща скорост“. Докладът също така съобщава, че в Минск Einsatzgruppe убива и не-евреи.
В доклада от 23 юли Небе усъвършенства идеята за „решение на еврейския въпрос“, което е „непрактично“ в района му на работа поради „огромния брой евреи“; твърде много евреи са убити от твърде малко хора. До август 1941 г. Небе осъзнава, че ресурсите на неговия Einsatzgruppe са недостатъчни, за да изпълнят разширения мандат на операциите за убийства, произтичащи от включването на еврейски жени и деца от този месец.

### Нови методи за убиване
През август 1941 г. Химлер присъства на демонстрация на масово убийство на евреи в Минск, подредени от Небе, след което той повръща. Възстановявайки спокойствието си, Химлер решава, че трябва да се намерят алтернативни методи за убиване. Той казва на Хайдрих, че е загрижен за психическото здраве на СС. Химлер иска от Небе да измисли по-удобен метод за убиване, особено такъв, който би спестил участието на екзекуторите. Умишленото убийство с газ от въглероден оксид, което вече се използва в Райха като част от програмата за евтаназия, се счита за твърде тромав за операциите в окупирания Съветски съюз.
След опита за убийство на Хайдрих, Небе поема допълнителната длъжност на председател на Международната комисия за криминална полиция, организацията, която днес е известна като Интерпол, през юни 1942 г. След Аншлуса през 1938 г. организацията пада под контрола на Нацистка Германия и е начело с Хайдрих до времето на смъртта му. Небе служи на тази длъжност до юни 1943 г., когато е заменен от Ернст Калтенбрунер.
През март 1944 г. след „Голямото бягство“ от лагера за военнопленници Сталаг Луфт III, на Небе е заповядано от началника на Гестапо Хайнрих Мюлер да избере и убие 50 от 73 задържани. Също през 1944 г. Небе предполага, че циганите в Аушвиц, ще бъдат добри субекти за медицински експерименти в концентрационния лагер Дахау, след като Химлер иска съвет от Ернст-Роберт Гравиц, високопоставен СС лекар.

### Заговор срещу Адолф Хитлер
Небе участва в заговора от 20 юли срещу Адолф Хитлер – той трябва да ръководи екип от 12 полицаи, за да убие Химлер, но заповедта за действие никога не идва. След неуспешния опит за убийство, Небе бяга и се укрива на остров във Ванзе. Той е арестуван през януари 1945 г., след като бивша негова любовница го предава. Небе е осъден на смърт от Народна съдебна палата на 2 март и според официалните документи е екзекутиран в Берлин в затвора Пльоцензе на 21 март 1945 г., като е обесен с тел от пиано от кука за месо, в съответствие със заповедта на Хитлер, че заговорниците трябва да бъдат „обесени като добитък“.